# Laurence Lesser
Laurence Lesser (* 28. Oktober 1938 in Los Angeles) ist ein US-amerikanischer Cellist und Musikpädagoge.
Lesser studierte Mathematik an der Harvard University (Abschluss summa cum laude). Cellounterricht erhielt er von Gabor Rejto, nach dem Abschluss des Mathematikstudiums 1961 als Fulbright-Stipendiat von Gaspar Cassadó in Köln und schließlich von Gregor Piatigorsky an der University of Southern California, wo er dann selbst unterrichtete. 1965 spielte er als erster seit Emanuel Feuermann (1938) das Cellokonzert von Arnold Schoenberg, später spielte er die erste Aufnahme dieses Werkes ein. 1970 ging er nach Baltimore und unterrichtete dort am Peabody Institute.
Im Jahr 1974 lud ihn Gunther Schuller ein, die Leitung des Cello-Departments am New England Conservatory zu übernehmen. 1983 wurde er Präsident des Konservatoriums und hatte diese Position bis 1996 inne. 
1976 spielte Lesser die Uraufführung von Gian Carlo Menottis Fantasia für Cello und Orchester mit dem New Japan Philharmonic Orchestra unter Seiji Ozawa. Er trat als Solist u. a. mit dem Boston Symphony Orchestra, dem London Philharmonic Orchestra und dem Los Angeles Philharmonic Orchestra auf und nahm als Kammermusiker an vielen internationalen Musikfestivals teil. Zum Bach-Jahr 2000 spielte er mehrfach einen Zyklus aller Cello-Suiten des Komponisten, während seine Frau Masuko Ushioda Bach sämtliche Werke für Violine solo aufführte. 2005 ernannte ihn das Eva Janzer Memorial Cello Center der Indiana University zum Chevalier du Violoncelle. 2010 spielte er bei Bridge Records mit dem Pianisten HaeSun Paik eine Gesamtaufnahme aller Werke Beethovens für Cello und Klavier ein. Lesser spielt ein Cello der Brüder Antonio und Girolamo Amati aus dem Jahr 1622.
1994 wurde Lesser in die American Academy of Arts and Sciences gewählt.